# Pachygnathma lyces
Pachygnathma lyces är en fjärilsart som beskrevs av Druce. Pachygnathma lyces ingår i släktet Pachygnathma och familjen nattflyn. Inga underarter finns listade i Catalogue of Life.